# マーク・フィッシャー (理論家)
マーク・フィッシャー（Mark Fisher 1968年‐2017年）はイギリスの批評家。左派加速主義を代表する人物として知られる。ウォーリック大学で博士号を取得した後、英国継続教育カレッジ、およびゴールドスミス・カレッジ視覚文化学科で客員研究員・講師を務めた。ウォーリック大学に在籍中、哲学者のニック・ランドとセイディ・プラントとともに学生主体の組織CCRU（サイバネテッィクス文化研究ユニット）の設立に携わった。ブログ『k-punk』を運営。2017年1月逝去。フィッシャーは長年うつ病で苦しんでいることを語っており、死の原因も自室で首を吊っての自殺であった。

## 著書
- 『資本主義リアリズム』（セバスチャン・ブロイ、河南瑠莉訳）、堀之内出版、2018年
- 『わが人生の幽霊たち――うつ病、憑在論、失われた未来』 五井健太郎訳、Pヴァイン、2019年
- 『ポスト資本主義の欲望』 大橋完太郎訳、左右社、2022年
- 『奇妙なものとぞっとするもの──小説・映画・音楽、文化論集』 五井健太郎訳、Pヴァイン、2022年

下記は運営していたブログ『k-punk』より抜粋して編纂されたもの。
- 『K-PUNK　夢想のメソッド──本・映画・ドラマ』ダレン・アンブローズ編、坂本麻里子、髙橋勇人訳、Pヴァイン、2023年
- 『K-PUNK　自分の武器を選べ──音楽・政治』坂本麻里子、髙橋勇人、五井健太郎訳、Pヴァイン、2024年
- 『K-PUNK　アシッド・コミュニズム──思索・未来への路線図』セバスチャン・ブロイ、河南瑠莉訳、Pヴァイン、2024年